# 1519 год в литературе

## Книги и произведения
- «Libro del muy esforçado e invencible caballero de la fortuna propiamente llamado Don Claribalte» — рыцарский роман Гонсало Фернандес де Овьедо, посвящённый герцогу Калабрии.
- «Chronica Polonorum» — Польская хроника Матвея Меховского.
- Библия Франциска Скорины, издана Франциском Скориной в Праге в 1517—1519 годы, стала первым печатным изданием на западнорусском изводе церковнославянского языка.
- «Geuchmat» («Луг дураков») — стихи Томаса Мурнера.
- «Атлас Миллера» (атлас Лопу Хомема и Рейнелей) — португальский географический атлас.
- «Colloquium Erasmianum» — труд Эразма Роттердамского.

## Родились
- 27 мая — Джироламо Меи, итальянский гуманист, филолог-классик, автор многих трактатов и писем (умер в 1594).
- 24 июня — Теодор Беза, швейцарский реформатор, автор экзегетических трудов (умер в 1605).
- Уголино Мартелли, флорентийский поэт и литератор XVI века (умер в 1592).

## Скончались
- 2 мая — Леонардо да Винчи, оставил огромное литературное наследие (родился в 1452).
- 18 сентября — Джон Колет, декан собора святого Павла в Лондоне, капеллан Генриха VIII, известный своими проповедями (родился в 1467).
- Баба Фигани Ширази, персидский поэт-лирик.